# Talent Team Papendal Arnhem 2019-2020 (maschile)
Questa voce raccoglie le informazioni riguardanti il Talent Team Papendal Arnhem nelle competizioni ufficiali della stagione 2019-2020.

## Organigramma societario
Area direttiva
- Presidente: ?

Area tecnica
- Allenatore: Arnold van Ree

## Rosa
| N° | Nome             | Ruolo | Data di nascita  | Nazionalità sportiva |
| -- | ---------------- | ----- | ---------------- | -------------------- |
| 1  | Jasper Wijkstra  | S     | 29 aprile 2002   | Paesi Bassi          |
| 2  | Mathijs Apine    | C     | 18 marzo 2002    | Paesi Bassi          |
| 3  | Markus Held      | P     | 19 agosto 2000   | Paesi Bassi          |
| 4  | Nick Martherus   | L     | 27 maggio 2001   | Paesi Bassi          |
| 5  | Martijn Brilhuis | S     | 2001             | Paesi Bassi          |
| 6  | Luuk Hofhuis     | C     | 2001             | Paesi Bassi          |
| 7  | Kyran Versteegen | S     | 2003             | Paesi Bassi          |
| 8  | Yannick Bak      | S     | 2001             | Paesi Bassi          |
| 9  | Leon Luini       | S     | 2001             | Paesi Bassi          |
| 10 | Luuk Hoge Bavel  | S     | 14 dicembre 2001 | Paesi Bassi          |
| 11 | Daan Streutker   | O     | 1999             | Paesi Bassi          |
| 12 | Tieme de Jong    | P     | 2001             | Paesi Bassi          |
| 13 | Kian Macnack     | O     | 2003             | Paesi Bassi          |
| 16 | Sjoerd Zegwaard  | C     | 15 marzo 2003    | Paesi Bassi          |

## Statistiche

### Statistiche di squadra
| Competizione | Punti | In casa | In casa | In casa | In trasferta | In trasferta | In trasferta | Totale | Totale | Totale |
| Competizione | Punti | G       | V       | P       | G            | V            | P            | G      | V      | P      |
| ------------ | ----- | ------- | ------- | ------- | ------------ | ------------ | ------------ | ------ | ------ | ------ |
| Eredivisie   | 16    | 9       | 3       | 6       | 9            | 2            | 7            | 18     | 5      | 13     |
| Totale       | -     | 9       | 3       | 6       | 9            | 2            | 7            | 18     | 5      | 13     |